# Titus (pel·lícula)
Titus és una adaptació cinematogràfica italo-anglo-estatunidenca de 1999 de la tragèdia de venjança Titus Andrònic de William Shakespeare, sobre la caiguda d'un general romà; la primera adaptació cinematogràfica en llargmetratge estrenada a cinemes de l'obra de teatre. Protagonitzada per Anthony Hopkins i Jessica Lange, és el debut com a directora de Julie Taymor, qui va co-produir-la amb Jody Patton i Conchita Airoldi, i va escriure el guió. La pel·lícula va ser produïda per Overseas Filmgroup i Clear Blue Sky Productions i distribuïda per Fox Searchlight Pictures.

## Trama
Titus Andrònic, el Gran General romà, torna victoriós a casa després d'una llarga guerra contra els gots del nord, en el curs de la qual ha perdut quasi tots els seus fills menys quatre. Luci, el més gran, li recorda al seu pare que una part de la cerimònia en honor de la victòria és el sacrifici humà d'un enemic fet presoner. Titus elegeix el més gran dels fills de Tamora, la Reina dels gots, qui ha sigut portada a Roma com a captiva amb tres dels seus fills i el moro Aaró. Encara que Tamora suplica la vida del seu fill, Titus arriba a la conclusió de fer el ritual, no per ànima cruel sinó pel que concebeix com devoció religiosa. La Reina goda i els seus dos fills restants, Xiró i Demetri, juren venjar-se. Amb això, comença una història de doble venjança: primer la de Tamora, i després la de Titus.

## Repartiment
- Anthony Hopkins interpretant a Titus Andrònic, general romà victoriós qui declina una nominació per a l'Emperador fins al seu retorn a Roma. Seguint un ritual post-guerra consistent en l'execució del guerrer més orgullós del seu enemic, els gots vençuts, Titus provoca la ira de Tamora, inconscient del seu inevitable nombrament com a Reina de Roma.
- Jessica Lange interpretant a Tamora, Reina dels gots derrotada, qui jura venjança contra Titus i la seva família per les atrocitats infringides al seu fill major, un presoner de guerra executat, usant el seu actual poder reclamat com a Reina de Roma.
- Alan Cumming interpretant a Saturní, germà major de Bassià i ara coronat Emperador de Roma. Rebutjat pels seus intents al reclamar Lavínia com la seva xicota, abandona la família Andrònic i converteix en canvi a Tamora com la seva esposa.
- Colm Feore interpretant a Marc Andrònic, senador romà i aliat incondicional del seu germà, el malaltís Titus.
- James Frain interpretant a Bassià, un dels fills de l'emperador mort i el germà jove de Saturní.
- Laura Fraser interpretant a Lavínia, filla de Titus i promesa de Bassià.
- Harry Lennix interpretant a Aaró, servent i amor il·lícit de Tamora, i l'arquitecte al cap dels seus plans de venjança contra la família Andrònic.
- Angus Macfadyen interpretant a Luci, fill major de Titus i soldat lleial. Seguint els seus intents fallits a l'alliberar els seus germans condemnats, Luci es desterrat de Roma i deserteix al país dels gots, on reuneix un exèrcit considerable per retar a Saturní.
- Osheen Jones interpretant a Jove Luci, net de Titus i un caràcter important qui observa molts dels esdeveniments clau.
- Matthew Rhys interpretant a Demetri, un dels fills de Tamora.
- Jonathan Rhys Meyers interpretant a Xiró, un dels fills de Tamora.
- Kenny Doughty interpretant a Quint, un dels fills de Titus.
- Colin Wells interpretant a Marci, un dels fills de Titus.
- Blake Ritson interpretant a Muci, un dels fills de Titus.
- Raz Degan interpretant a Alarb, fill major de Tamora qui és sacrificat, establint els esdeveniments de l'obra en moviment.
- Geraldine McEwan interpretant a l'Infermera, qui porta a Aaró el seu fill.

## Diferències amb el text original
A part dels anacronismes deliberats, la pel·lícula segueix l'obra bastant de prop. Un dels conceptes experimentals en la pel·lícula era que el caràcter de Jove Lucius (net de Titus) és inicialment introduït com a noi del present que es troba transportat a la realitat fantàstica de la pel·lícula. A principis del llargmetratge, els seus soldats de joguina es converteixen en l'exèrcit romà de Titus. Al final, quan el fill de Titus Luci venja el seu pare per condemnar el malvat Aaró a una mort dolorosa, el noi agafa llàstima damunt el fill infant d'Aaró, portant-li lluny de la violència mentre camina a poc a poc a l'ortus. Aquesta final és potser més positiu que el final d'altres produccions de l'obra, incloent la producció escènica de Taymor, en el qual Jove Lucius es fixa amb el "taüt negre minúscul" que pot contenir l'infant mort.

## Producció

### Desenvolupament
Julie Taymor va agafar el guió de Shakespeare, va afegir diverses escenes d'enllaç sense diàleg (mentre tallava algun del text) i posa l'obra en un món de fantasia anacrònic que utilitza ubicacions, vestits i imatgeria de molts períodes d'història, incloent la Itàlia de Mussolini i l'antiga Roma, per donar la impressió d'un Imperi Romà que ha sobreviscut a l'era moderna. Les escenes d'obertura comencen amb una marxa triomfal fortament coreografiada de les tropes romanes, finalitzada amb motociclistes d'escolta. La selecció de música és de manera similar diversa.

### Rodatge
El rodatge va tenir lloc als estudis Cinecittà a Roma i en exteriors a diverso monuments històrics. El camp que apareix al començament i al final de la pel·lícula és l'Amfiteatre de Pula en Croàcia. El palau de l'Emperador és representat pel feixista Palazzo della Civiltà Italiana a Roma. Alguns plans de ruïnes i túnels subterranis van ser filmats a la Vil·la Adriana a Roma. Les escenes de bosc van ser realitzades a Manziana, prop de Roma. La casa de Titus és representada per una casa vella prop d'un aqüeducte a Roma, i els carrers on reuneix els seus conspiradors és el gueto de Roma.

## Banda sonora
La banda sonora de la pel·lícula va ser creada pel vell amic i soci de Taymor Elliot Goldenthal i és una típica banda sonora de Goldenthal amb un sentiment èpic, enginyós i dissonant.

## Recepció

### Taquilla
La pel·lícula va ser un fracàs de taquilla, guanyant només 22.313$ en el seu cap de setmana d'obertura a causa del seu alliberament limitat en únicament dos sales de cinema, classificant-se en el nombre 57 a la taquilla. El seu estrene més ample als EUA va ser només en 35 sales de cinema, causant que la pel·lícula va guanyar només 2.007.290$ dins Amèrica del Nord. A l'estranger, la pel·lícula va sumar 252.390$ a Xile, Mèxic i Espanya, culminant en un total mundial de 2,920,616$.

### Resposta crítica
Titus va rebre respostes mixtes a positives de crítics. Manté un 57% de mitjana en Metacritic basat en revisions de 29 crítics que indiquen "Revisions mixtes o mitjanes" i un 68% a Rotten Tomatoes basat en 74 revisions amb el consens, "La pel·lícula s'estén massa en el temps per ser entretinguda malgrat tingui un repartiment fort."
Stephen Holden del The New York Times va donar a la pel·lícula una qualificació positiva, tenint-lo com una "Elecció del Crític". Roger Ebert del Chicago Sun-Times també va elogiar Titus i el va donar tres i mig de quatre estrelles, referint al material de font com "la menor de les tragèdies de Shakespeare " i concloent, "Qualsevol que no gaudeix d'aquesta pel·lícula pel que és ha d'explicar: Com podia ser més? Això és la pel·lícula que l'obra de Shakespeare mereix, i potser fins i tot una mica més." Scott Tobias del The A.V. Club va escriure que "Titus aconsegueix un equilibri quasi impossible entre un amanerament magnífic i una declaració més seriosa sobre la corrupció i el cicle de violència" i que "l'adaptació efectiva [de Taymor] construeix una gloriosa recompensa i l'actuació cridanera de Cumming per si sola—és una mena de Pee-wee Herman feixista—sembla suficient per assegurar a Titus un estat de culte durador." Robin Askew va escriure en un article del 2016 per Bristol24-7 que la pel·lícula és "brillant i atrevida encara que subestimada".

### Premis
La pel·lícula va rebre una nominació als Premis Oscars de 1999 pel Millor Vestuari, però va perdre davant de Topsy-Turvy.